# Burt Shonberg
Burt Shonberg (gelegentlich auch Burt Schoenberg, geboren am 30. März 1933 in Revere, Massachusetts/USA; gestorben am 16. September 1977 in Seal Beach, Kalifornien/USA) war ein amerikanischer Maler.
Zunächst arbeitete er als Autodidakt, studierte nach seiner Militärzeit aber am Art Center of Los Angeles und hatte bald schon einen großen Fankreis. Ab 1956 war sein Mentor und Agent Forrest J Ackerman, der ihn auch mit der Filmwelt in Kontakt brachte. Seine Motive fand Shonberg oft im Bereich der Phantastik, Science-Fiction und Esoterik, wobei Shonberg eher ein gegenständlicher und nur selten ein abstrakter Maler war.
International bekannt wurden vor allem die großformatigen Gemälde, die Shonberg im Auftrag der Filmgesellschaft AIP für die Edgar-Allan-Poe-Verfilmungen „Die Verfluchten“ (1960, Regie: Roger Corman, Hauptdarsteller: Vincent Price) und „Lebendig begraben“ (1962, Regie: Corman, Hauptdarsteller: Ray Milland und Hazel Court) schuf und die vor allem bei „Die Verfluchten“ eine wichtige Bedeutung hatten, die aber heute als verschollen gelten und nur noch in den genannten Filmen zu sehen sind.
Shoenbergs Arbeiten befinden sich u. a. in den Privatsammlungen von Sally Kellerman und Ringo Starr, das einzige in Deutschland verbriefte Bild in der von Gerd J. Pohl.
| Personendaten    | Personendaten                |
| ---------------- | ---------------------------- |
| NAME             | Shonberg, Burt               |
| ALTERNATIVNAMEN  | Schoenberg, Burt             |
| KURZBESCHREIBUNG | US-amerikanischer Maler      |
| GEBURTSDATUM     | 30. März 1933                |
| GEBURTSORT       | Revere, Massachusetts, USA   |
| STERBEDATUM      | 16. September 1977           |
| STERBEORT        | Seal Beach, Kalifornien, USA |